# Kristóffalva
Kristóffalva (horvátul: Krištanovec) falu Horvátországban, Muraköz megyében. Közigazgatásilag Csáktornyához tartozik.

## Fekvése
Csáktornya központjától 6 km-re északra fekszik.

## Története
A települést 1367-ben "Poss. Ciystanoch" alakban említik először. 1478-ban "Cristanowecz" néven szerepel,
acsáktornyai uradalomhoz tartozott.
1437 után az uradalommal együtt a Cilleieké, majd a Cilleiek többi birtokával együtt Vitovec János horvát bán szerezte meg, de örökösei elveszítették. 1477-ben Hunyadi Mátyás Ernuszt János budai nagykereskedőnek és bankárnak adományozta, aki megkapta a horvát báni címet is. 1540-ben a csáktornyai Ernusztok kihalása után az uradalom rövid ideig a Keglevich családé, majd 1546-ban Zrínyi Miklósé lett. 1671-ben Zrínyi Pétert felségárulás miatt kivégezték és minden birtokát elkobozták, így a birtok a kincstáré lett.  1715-ben III. Károly a Muraközzel együtt gróf Csikulin Jánosnak adta zálogba, de a király 1719-ben szolgálatai jutalmául elajándékozta Althan Mihály János cseh nemesnek. 1791-ben gróf Festetics György vásárolta meg és ezután 132 évig a tolnai Festeticsek birtoka volt.
Vályi András szerint " KRISTANOVECZ. Horvát falu Szala Várm. földes Ura G. Álthán Uraság, lakosai katolikusok, határja soványas, vagyonnyai elejtesek."
1910-ben 459, túlnyomórészt horvát lakosa volt. A trianoni békeszerződésig Zala vármegye Csáktornyai járásához tartozott. 2001-ben 673 lakosa volt.

## Külső hivatkozások
- Csáktornya város hivatalos oldala
- A Muraköz története évszámokban